# Molophilus congregatus
Molophilus congregatus là một loài ruồi trong họ Limoniidae. Chúng phân bố ở miền Australasia.